# Oldenlandia cyperoides
Oldenlandia cyperoides är en måreväxtart som beskrevs av Bernard Verdcourt. Oldenlandia cyperoides ingår i släktet Oldenlandia och familjen måreväxter. Inga underarter finns listade i Catalogue of Life.